# グロッソ (イタリア)
グロッソ（伊: Grosso）は、イタリア共和国ピエモンテ州トリノ県にある、人口約1,000人の基礎自治体（コムーネ）。

## 地理

### 位置・広がり

#### 隣接コムーネ
隣接するコムーネは以下の通り。
- コーリオ
- マーティ
- ノーレ
- ヴィッラノーヴァ・カナヴェーゼ

## 行政

### 分離集落
グロッソには、以下の分離集落（フラツィオーネ）がある。
- Case Maciurlat, Vauda, Vigna